# Биченок Тамара Василівна
Тама́ра Васи́лівна Бичено́к (6 червня 1929 — 18 вересня 2016) — швачка-мотористка Київської швейної фабрики імені Смирнова-Ласточкіна міністерства легкої промисловості Української РСР. Герой Соціалістичної Праці (9.06.1966).

## Життєпис
Народилася в багатодітній родині в місті Київ. Українка.
З 1945 року розпочала свою трудову діяльність на Київській швейній фабриці імені Смирнова-Ласточкіна (нині не існує), де пропрацювала 46 років.
У 1966 році закінчила вечірню школу, а згодом і Київський інститут легкої промисловості, проте продовжувала працювати швачкою.
Обиралася членом Президії (з 1977) і секретарем Української республіканської ради професійних спілок (1982, на громадських засадах), делегатом XXII (1961) і XXIV (1971) з'їздів КПРС, XXV з'їзду КПУ (1976).
Мешкала у Києві, де й померла.

## Нагороди
Указом Президії Верховної Ради СРСР від 9 червня 1966 року «за видатні заслуги у виконанні завдань семирічного плану і досягнення високих техніко-економічних показників з виробництва трикотажу, взуття, швейних виробів та іншої продукції легкої промисловості», Биченок Тамарі Василівні присвоєне звання Героя Соціалістичної Праці з врученням ордена Леніна і медалі «Серп і Молот» (№ 13840).
Також нагороджена орденами Жовтневої революції (05.04.1971), Трудового Червоного Прапора (07.03.1960), Дружби народів (17.03.1981) і медалями.